# Janji Maria (Barumun Tengah)
Janji Maria is een bestuurslaag in het regentschap Padang Lawas van de provincie Noord-Sumatra, Indonesië. Janji Maria telt 143 inwoners (volkstelling 2010).